# Fabio Morena
Fabio Morena, född 19 mars 1980 i Leinfelden-Echterdingen, är en tysk fotbollsspelare som för närvarande spelar för SV Sandhausen, dit han kom från St. Pauli i Fußball-Bundesliga, där han även var lagkapten.